# Justine Bauer
Justine Bauer (* 1990 in Crailsheim) ist eine deutsche Regisseurin und Drehbuchautorin.

## Wirken
Justine Bauer studierte Kunst an der HGB Leipzig sowie Spielfilmregie und Drehbuch an der KHM Köln.
Ihr Abschlussfilm Milch ins Feuer feierte seine Premiere auf dem Filmfest München 2024 in der Kategorie „Neues Deutsches Kino“ und erhielt dort den Förderpreis als „Beste Produktion“ für Semih Korhan Güner (Produktion/Schnitt) und Justine Bauer (Drehbuch/Regie/Schnitt). Außerdem erhielt Justine Bauer als beste Regie 2024 den MFG Star der Televisionale. Das Drehbuch des Films war 2022 für den First-Steps-Award nominiert und erhielt 2021 den Preis für das „beste Drehbuch“ bei den Sehsüchten Berlin.
Bauer wurde 2022 Preisträgerin des Rolf-Dieter-Brinkmann-Stipendiums der Stadt Köln für ihr Romanprojekt Die Brombeeren mit Wanzenspeichel.

## Filmografie
- 2017: Am Katzentisch (Kurzfilm)
- 2017: Der Botaniker (Kurzfilm)
- 2024: Milch ins Feuer

## Auszeichnungen
- 2020 Stipendiatin Herrenhaus Edenkoben
- 2020 Stipendium Literatur der Kunststiftung Baden-Württemberg
- 2020 Teilnehmerin der Schreibwerkstatt der Jürgen Ponto-Stiftung zur Förderung junger Künstler[7]
- 2021 Bestes Drehbuch, Sehsüchte Berlin (Milch ins Feuer)
- 2022 Rolf-Dieter-Brinkmann-Stipendium der Stadt Köln
- 2022 Nominierung First Steps Award mit Drehbuch für Milch ins Feuer
- 2024 Förderpreis „Neues Deutsches Kino“ Filmfest München (Milch ins Feuer)
- 2024 Bridging the Borders Award Special Mention (Milch ins Feuer)[8]
- 2024 MFG Star auf der TeleVisionale
- 2024 Göttinger Gänseliesel für den besten Spielfilm des europäischen Filmfestivals Göttingen für Milch ins Feuer